# Hutat Bani Tamim
Hutat Bani Tamim (arab. حوطة بني تميم) – miasto w Arabii Saudyjskiej, w okolicy stolicy kraju, Rijadu. Według spisu ludności z 2010 roku liczyło 26 270 mieszkańców.